# InterSky
Intersky Luftfahrt GmbH, або InterSky, — колишня австрійська авіакомпанія зі штаб-квартирою в місті Брегенц, що працювала у сфері регулярних пасажирських авіаперевезень в аеропорти Австрії, Німеччини та Швейцарії, а також виконувала сезонні чартерні рейси в країни Середземномор'я. Портом приписки авіакомпанії та її транзитним вузлом (хабом) був аеропорт Фрідріхсгафен (Німеччина).
Авіакомпанія припинила свою діяльність 5 листопада 2015 року через фінансові труднощі. 

## Історія
Авіакомпанія Intersky була заснована в листопаді 2001 року і початку операційну діяльність 25 березня наступного року. З моменту утворення власниками компанії були Рената Мозер (згодом перший генеральний директор-жінка) — 50 %, Рольф Сіуолд (також засновник авіакомпанії Rheintalflug) — 35 % та інші міноритарії — 15 %.. У 2010 році штат перевізника налічував 110 співробітників, компанію очолював колишній топ-менеджер Rheintalflug і Eurowings Клаус Бернатцик.
У липні 2011 року InterSky оголосила про повернення після чотирирічної перерви на ключові посади компанії Ренати Мозер і Рольфа Сиуолда. Бернатцик (син Мозер) звільнився з авіакомпанії в кінці того ж року.
У серпні 2012 року InterSky розмістила замовлення на два літака ATR 72-600 з планованої поставкою в грудні 2012 і березні 2013 року, ставши першим австрійським оператором даного типу лайнерів. Кілька місяців потому авіакомпанія оголосила про плани по відкриттю власної бази в гамбурзькому аеропорту, але вже в жовтні 2012 року була змушена відмовитися від цих планів у зв'язку з відкриттям авіакомпанією OLT Express Germany регулярного сполучення Гамбург-Карлсруе/Баден-Баден. Після банкрутства OLT Express Germany у березні 2013 року InterSky передала право на обслуговування маршруту іншій перевізнику Avanti Air.

## Маршрутна мережа

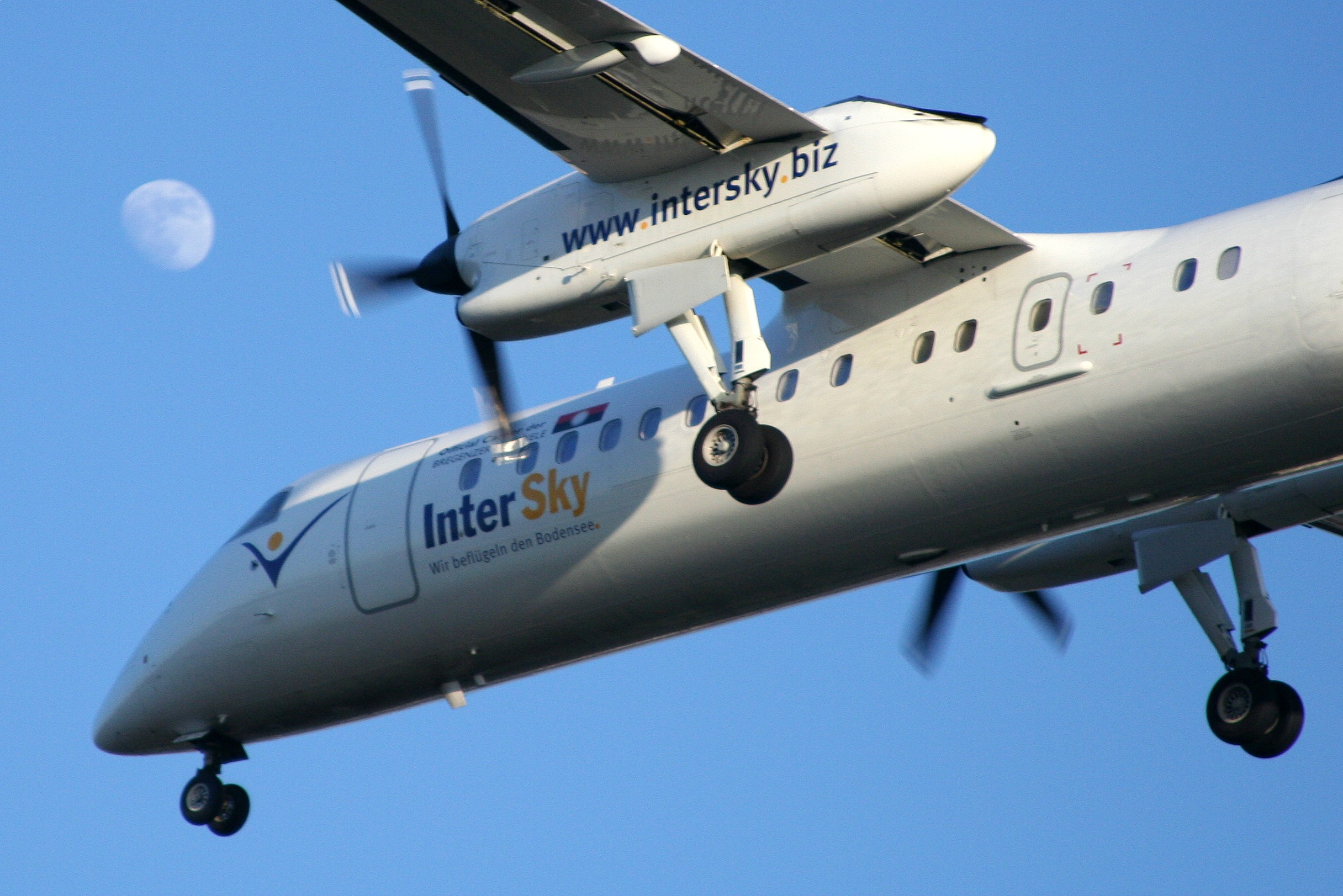
Bombardier Dash 8 авіакомпанії InterSky у заході на посадку в берлінському аеропорту Темпельхоф, 2006 рік

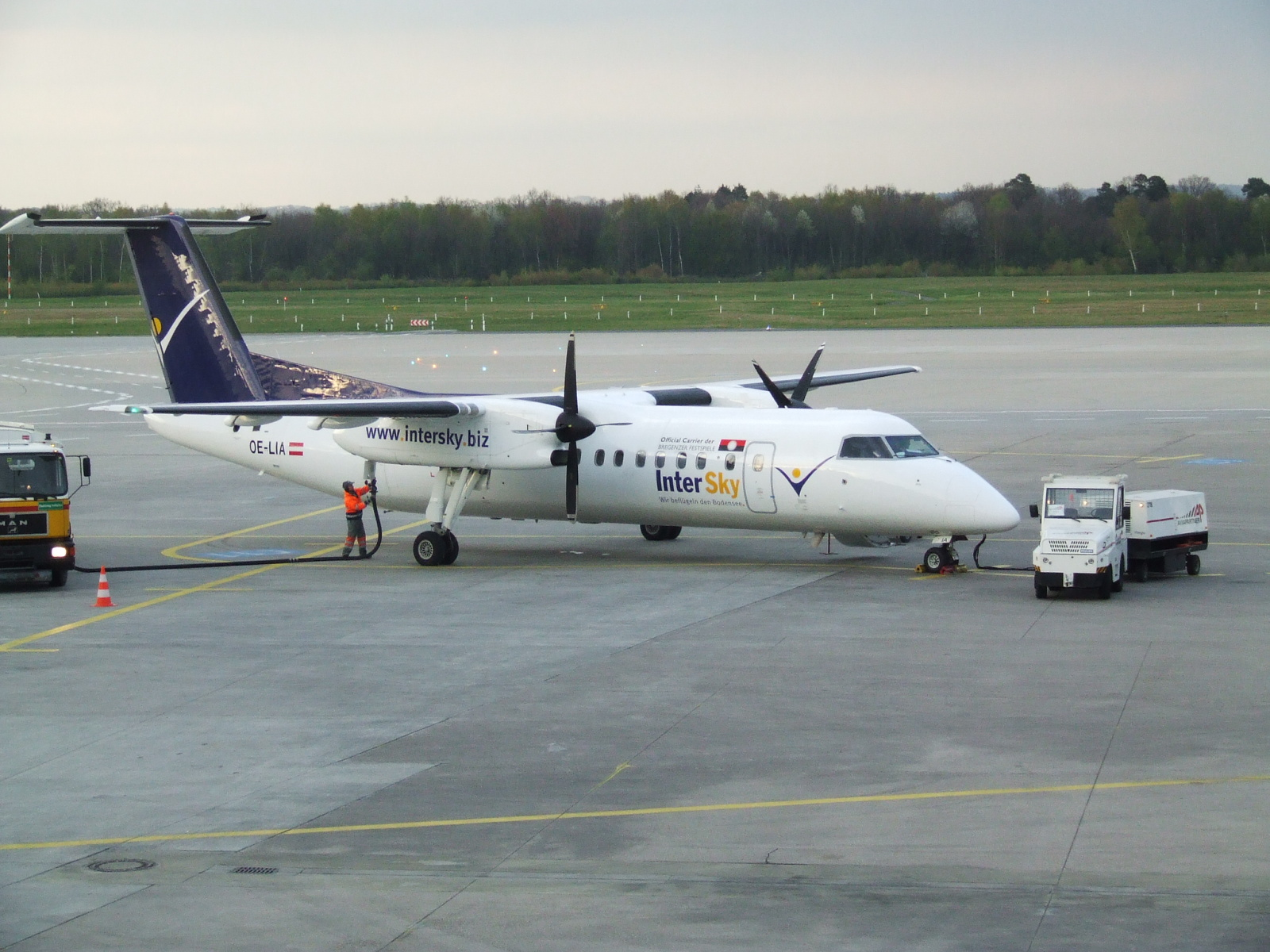
Bombardier Dash 8 авіакомпанії InterSky в аеропорту Кельн/Бонн, 2006 рік

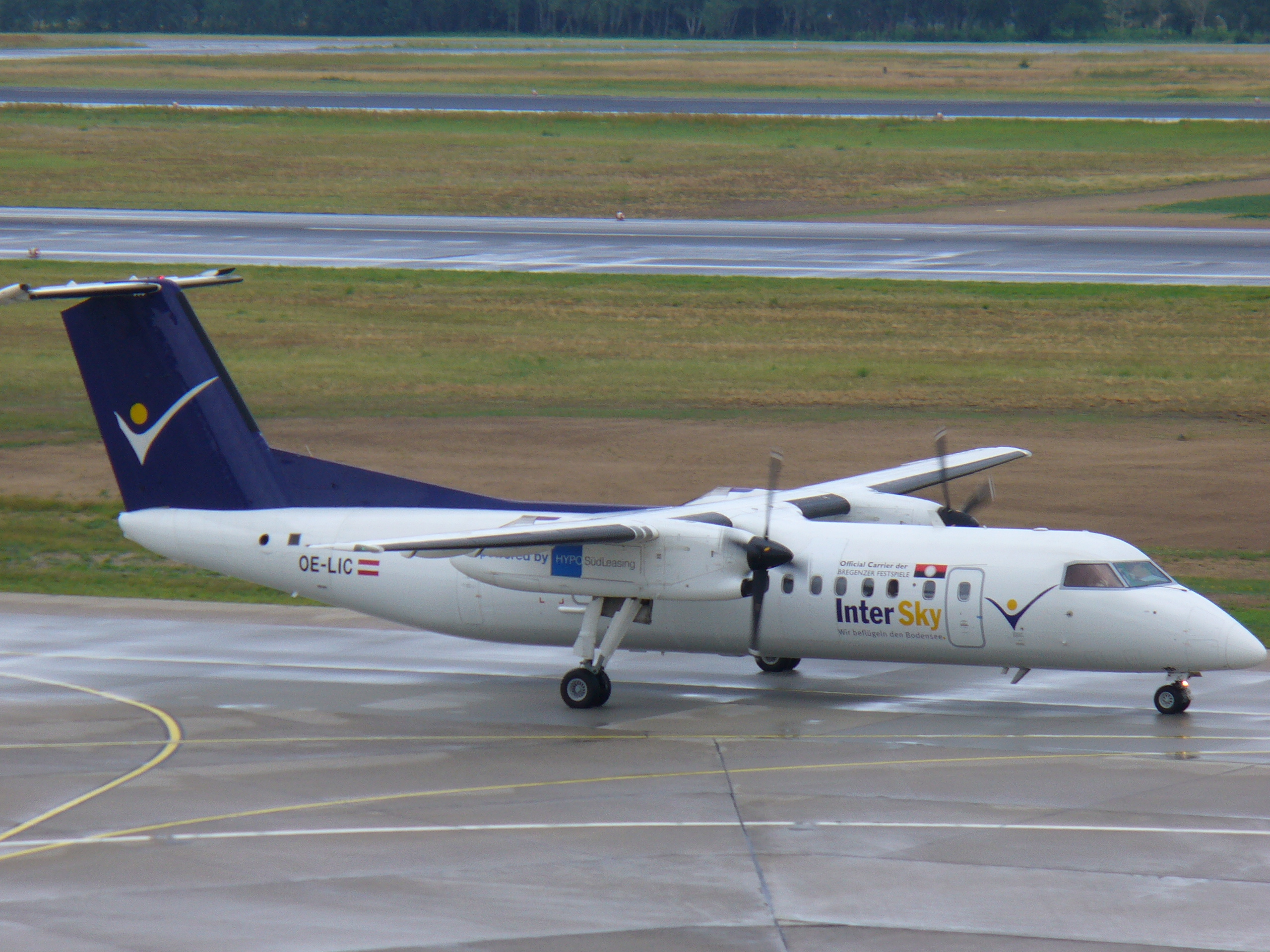
Руління Bombardier Dash 8 авіакомпанії InterSky в берлінському аеропорту Тегель, 2009 рік

У лютому 2013 року маршрутна мережа регулярних перевезень авіакомпанії InterSky охоплювала наступні пункти призначення:
- Грац — аеропорт Талерхоф
- Зальцбург — аеропорт Зальцбурга
- Відень — міжнародний аеропорт Відня — сезонний

- Пула — аеропорт Пула — сезонний
- Задар — аеропорт Задар — сезонний

 Німеччина
- Берлін — аеропорт Тегель
- Дюссельдорф — міжнародний аеропорт Дюссельдорф
- Фрідрігсхафен — аеропорт Фрідрігсхафена — хаб
- Гамбург — аеропорт Гамбург
- Карлсруе — аеропорт Карлсруе/Баден-Баден[9]
- Меммінген — аеропорт Меммінген — сезонний
- Мюнхен — аеропорт Мюнхен

 Італія
- Ельба — аеропорт Кампо-нелль'Ельба — сезонний
- Неаполь — аеропорт Каподічіно — сезонний
- Ольбія — аеропорт Коста-Смеральда — сезонний

 Іспанія
- Менорка —  аеропорт Менорка  — сезонний

 Швейцарія
- Цюрих — аеропорт Цюрих
- Женева — аеропорт Женеви — сезонний

## Флот
У липні 2013 року повітряний флот авіакомпанії InterSky складали наступні літаки: